# シュモック・オライオン
シュモック・オライオン（Schmok Orion、2001年8月1日 - ）は、ジャパンラグビーリーグワン埼玉パナソニックワイルドナイツに所属するラグビー選手。

## プロフィール
- 兵庫県神戸市出身[1]。
- ポジションはフランカー(FL)。
- 身長 181 cm、体重 100 kg

## 来歴
2020年、マウントアルバートグラマースクール卒業後、慶應義塾大学に入る。
2024年、アーリーエントリーで埼玉パナソニックワイルドナイツに加入。